# 200 سيجارة
200 سيجارة (بالإنجليزية: 200 Cigarettes)‏ هو فيلم كوميدي أمريكي تم إصداره عام 1999. الفيلم من إخراج ريسا برامون جارسيا وكتابة شانا لارسن، وهو من بطولة بن أفليك وشقيقه كيسي، وديف شبيل، وغييرمو دياز، وأنجيلا فيذرستون، وجينين غاروفالو، وغابي هوفمان، وكيت هدسون، وكورتني لوف، وجاي موهر، ونيكول آري باركر، ومارثا بليمبتون، وكرستينا ريتشي، وبول رود.

## وصلات خارجية
- 200 سيجارة على موقع IMDb (الإنجليزية)
- 200 سيجارة على موقع ميتاكريتيك (الإنجليزية)
- 200 سيجارة على موقع روتن توميتوز (الإنجليزية)
- 200 سيجارة على موقع نتفليكس (الإنجليزية)
- 200 سيجارة على موقع ألو سيني (الفرنسية)
- 200 سيجارة على موقع Turner Classic Movies (الإنجليزية)
- 200 سيجارة على موقع أول موفي (الإنجليزية)
- 200 سيجارة على موقع بوكس أوفيس موجو (الإنجليزية)
- 200 سيجارة على موقع فيلمافينيتي (الإسبانية)
- 200 سيجارة على موقع قاعدة بيانات الأفلام السويدية (السويدية)